# William Barret Travis
William Barret Travis (9 de agosto de 1809 - 6 de marzo de 1836) fue un abogado estadounidense y militar durante el siglo XIX. A los 26 fue teniente coronel en la organización Ejército tejano comandando las fuerzas de la República de Texas. Falleció en la batalla del Álamo durante la revolución texana en la República de México.

## Vida familiar
Había nacido en Saluda County, Carolina del Sur, de Mark y de Travis Jemima en 1809; los registros difieren en cuanto a si su fecha de nacimiento fue el primero o el noveno del mes de agosto, pero la Biblia de la familia Travis indica que nació en el noveno. 
A la edad de nueve años, se trasladó con su familia a la ciudad de Esparta en Conecuh County, Alabama, donde recibió gran parte de su educación. Más tarde, se matriculó en una escuela en la cercana Claiborne, donde finalmente trabajó como ayudante de maestro. 
Travis se convirtió en un abogado y, a los 19 años, se casó con una de sus antiguas alumnas, de 16 años, Rosanna Cato (1812-1848), el 26 de octubre de 1828. La pareja se quedó en Claiborne y tuvieron un hijo, Charles Edward, en 1829. Travis comenzó la publicación de un periódico de ese mismo año, la Claiborne Herald. 
Se convirtió en masón, uniéndose a la de Alabama Lodge N º 3 - Libres y Aceptados Masones, y más tarde se unió a la milicia de Alabama como ayudante de la Vigesimosexta Regimiento, Octava Brigada, Cuarta División. 
Por razones que se desconocen, Travis se trasladó a Texas a principios de 1831 para empezar de nuevo, dejando atrás a su esposa, hijo, hija y aún no nacidos. Travis y Rosanna se divorciaron oficialmente por los tribunales del Condado de Marion, el 9 de enero de 1836 por la Ley n.º 115. Su hijo fue colocado con el amigo de Travis, David Ayres, de manera que estaría más cerca de su padre. 
Rosanna se casa con Samuel G. Cloud en Monroeville, Alabama, el 14 de febrero de 1836; posteriormente se casó con David Y. Portis en 1843 en Texas (que ambos murieron de fiebre amarilla en 1848).
Texas
En mayo de 1831, a su llegada a México de Texas, una parte del norte de México en el momento, Travis compra tierras de Stephen F. Austin y comenzó una ley en la práctica Anáhuac. Desempeñó un papel en la creciente fricción entre los colonos americanos y el gobierno mexicano y fue uno de los líderes de la "Parte de guerra", un grupo de militantes se opusieron a la norma mexicana. Se convirtió en una figura fundamental en la Anáhuac de disturbios, lo que contribuyó a precipitar la guerra. 
La Revolución de Texas comenzó en octubre de 1835 en la Batalla de González. Travis tomó una pequeña parte en el asedio de Bexar, en noviembre. El 19 de diciembre, Travis fue comisionado como teniente coronel de la Legión de Caballería y se convirtió en el jefe oficial de reclutamiento para el ejército tejano. Esta fuerza estaba compuesta de 384 hombres y oficiales, divididos en seis empresas. A pesar de su rango, Travis tiene ahora a reclutar activamente a los hombres que iban a servir bajo su mando, y tenía dificultades para encontrar los colonos dispuestos a alistarse. "Los voluntarios ya no pueden ser invocados ...," escribió al gobernador Henry Smith. 
Smith ordenó a Travis acometer la empresa de reforzar la Tejana Misión de Álamo en San Antonio. Travis consideraba seriamente desobedecer sus órdenes, escribiendo a Smith: "Estoy dispuesto, o ansioso mejor dicho, para ir a la defensa de Bexar, pero señor, estoy dispuesto a riesgo de mi reputación ... yendo hacia el enemigo del país con tan pocos hombres, y con ellos tan mal equipados. "[2] 
Travis el 3 de febrero llegó a San Antonio con dieciocho hombres como refuerzos. El 12 de febrero, dado que el próximo funcionario de más alto rango era Travis, se convirtió en el oficial comandante de la guarnición Álamo. Tomó el mando de soldados regulares de Coronel James C. Neill, del ejército de Texas. Neill tuvo que abandonar para cuidar a su familiar enfermo, pero prometió estar de vuelta en veinte días. James Bowie (1795-1836) tomó el comando de voluntarios, y los regulares quedaron al mando de Travis. 
El ejército mexicano, a cargo del General Antonio López de Santa Anna, comenzó su ataque a la misión el 23 de febrero de 1836. En una breve carta dirigida al alcalde de González, Andrew Ponton, Travis escribió urgiendo apoyo al ejército texano: 
"El gran enemigo en vigor se encuentra en la vista ... Queremos que los hombres y los pertrechos ... lleguen a nosotros. Tenemos 150 hombres y están decididos a defender el Alamo hasta el último".
En una carta dirigida a la Convención de Texas, el 3 de marzo: "... todavía no estoy decidido a perecer en la defensa de este lugar, que mis restos reprochen a mi país por su negligencia." 
La ayuda texana, que debía haberle llegado de Houston nunca llegó, Travis en "última carta de El Álamo, 3 de marzo a David Ayres: 
"Tenga cuidado de mi niño. Si el país se deben guardar, puedo hacer de él un espléndido fortuna, pero si el país debe ser perdido, y yo perezco, no tendrá nada más que el recuerdo orgulloso de que él es el hijo de un hombre que murió por su país. "
Hay una leyenda que dice que unos tres días antes del asalto final de México, Travis se reunió con todos los defensores del Álamo en la plaza principal de la fortaleza. Anunciando que los refuerzos no estaban próximos a llegar, Travis desenvainó su espada y señaló una línea en la tierra desnuda. Luego dijo a los hombres que estaban dispuestos a quedarse y morir con él para cruzar la línea, los que querían salir puede hacerlo sin vergüenza. La mayoría de los defensores del Álamo posteriormente cruzó la línea, dejando sólo dos hombres atrás. Un soldado, de Bowie, se limitaba a una cama con fiebre tifoidea, pero pidió que se llevarán a través de la línea. El otro era un francés veterano de las guerras napoleónicas, de nombre Moisés Roses, que luego declaró, "Por Dios, yo no estoy dispuesto a morir", escala la pared y escapó esa noche, por lo tanto, él preservó la historia de Travis de la línea en la arena. Esta historia fue relatada por Roses a numerosas personas. 
El 6 de marzo de 1836, tras un asedio de trece días, Travis, Bowie, David Crockett, y James Bonham murieron en defensa de un ataque en la madrugada, junto con otros defensores (unos 188-250) durante la Batalla de El Álamo. Los mexicanos invadieron el fuerte, lo rodearon, utilizaron escaleras para trepar los muros y rompieron así las defensas de la fortaleza. Hay informes de que Travis murió a principios del asalto, de una sola herida de bala en la frente, mientras que sostenía la defensa de la pared norte. Joe, un esclavo de Travis, quien estuvo presente durante el asalto final como un no combatiente, declaró después que vio Travis de pie en la pared y el fuego a los atacantes. A continuación, Joe vio a Travis matar a un soldado mexicano que escalaba por encima de la pared desde una escalera, para luego ver caer a Travis inmediatamente después. Esta es la única referencia de la muerte de Travis. 
Cuando Santa Anna entró en el fuerte pidió al alcalde de San Antonio, Francisco A. Ruiz, que identificara los cuerpos de los dirigentes rebeldes a él. Ruiz dijo más tarde que el cuerpo de Travis se encontró junto a una pistola en la pared norte. Pasadas unas horas del final de la batalla, Santa Ana ordenó a una compañía de dragones recoger madera para quemar los restos de los Tejanos muertos. Por cierto esa misma noche, los cuerpos de Travis, Crockett, Bowie y Bonham se quemaron junto con los otros defensores.
En la placa delantera de la Álamo, 24 de febrero de 1836, en Santa Anna del sitio de El Álamo, Travis escribió una carta dirigida "Al pueblo de Texas y todos los americanos en el mundo": 

Conciudadanos y compatriotas; 

Estoy asediado, por mil o más soldados mexicanos de Santa Anna. He sufrido un bombardeo y cañoneo continuo durante 24 horas y no han perdido ni un hombre. El enemigo ha exigido una rendición a discreción, de lo contrario, la guarnición será pasada a cuchillo, si es tomado el fuerte. He respondido a la demanda con un disparo de cañón, y nuestra bandera sigue ondeando con orgullo en los muros. Nunca me rendiré o retrocederé. Por eso os convoco en el nombre de la Libertad, del patriotismo y todo lo querido por el carácter americano, a venir en nuestra ayuda, con toda la expedición. El enemigo está recibiendo refuerzos diariamente y no dudo que se incrementará hasta tres o cuatro mil en cuatro o cinco días. Si este llamamiento es desoído, estoy determinado a sostenerme tanto tiempo como sea posible y morir como un soldado que nunca olvida lo que debe a su propio honor y al de su país. Victoria o Muerte.
William Barret Travis
Teniente Coronel Comdt.
P.D. El Señor está de nuestro lado. Cuando divisamos al enemigo no teníamos tres fanegas de maíz. Desde entonces hemos encontrado en casas abandonadas 80 o 90 fanegas y tenemos entre los muros 20 o 30 cabezas de ganado.
Travis

Él le dio esta carta al correo Albert Martin. Pero, como decíamos previamente, la ayuda militar que debía enviar Houston, que estaba en Brazos de Washington nunca la envió. Entre otras razones, porque Houston y sus hombres reconocieron que después de la declaración de independencia (el 2 de marzo de ese año), estaban tan alcoholizados que así estuvieron durante dos días completos. 
Mientras que Houston y sus hombres no aportan ayuda a la guarnición en El Álamo, Travis hizo mucho para motivar el ejército tejano y ayudado a conseguir apoyo en los Estados Unidos por la causa de la independencia de Texas. También se consolidó la situación de Travis como un héroe de la Revolución de Texas.

## Los niños de Travis
- Charles Edward Travis (1829-1860) fue criado por su madre y su segundo marido. Ganó un escaño en la legislatura de Texas en 1853. [5] En 1855, se alistó en el Ejército de los EE. UU. como capitán en un regimiento de caballería (que más tarde fue rebautizado con el nombre de 5 º Regimiento de Caballería (Estados Unidos), comandado por Albert Sidney Johnston), pero fue expulsado en mayo de 1856 por "conducta impropia de un oficial y un caballero" a raíz de una denuncia sobre que había hecho trampa jugando a las cartas. Se apeló la decisión (en vano) y, a continuación, dirigió su atención al estudio de la ley, la obtención de un título de Derecho de la Universidad de Baylor en 1859. Murió de consumo (tuberculosis) dentro de un año, y está enterrado junto a su hermana.

- Susan Isabel Travis nació en 1831 después de Travis habían salido de Texas. Aunque su paternidad ha sido cuestionado por algunos, Travis hizo su nombre como su hija en su testamento. En 1850 se casó con un sembrador de Chapel Hill, y tuvieron una hija.

- Datos: Q711818
- Multimedia: William B. Travis / Q711818